# Бургундско херцогство
Бургундското херцогство (на латински: Ducatus Burgundiae; на френски: Duché de Bourgogne; на нидерландски: Hertogdom Bourgondië) е историческа държава, съществувала от 880 до 1477 година, на територията на днешна Източна Франция. Негова столица е бил град Дижон.
Бургундското херцогство не бива да се бърка с далеч по-старото Кралство Бургундия.

## История
През 9 век с отслабването на Каролингите започва и раздробяването на френските територии на дребни феодални държави. През 880 година Рихард I Съдник започва да обединява няколко графства в Източна Франция, които впоследствие образуват Бургундското херцогство, признато от краля в началото на 10 век. Смъртта на херцог Шарл Дръзки довежда до присъединяването на южната част на Бургундия към Франция (вече единно кралство), а северните ѝ територии попадат под контрола на Хабсбургите.
В периода на Късното Средновековие Бургундия е една от силните френски феодални държави. Един от херцозите ѝ, Жан II Безстрашни, участва в битката край Никопол през 1396 година, но войската му е разбита от турците. По-късно, през 14 век, управляващата династия Валоа успява да си осигури контрол върху Ниските земи.